# Laura Letrari
Laura Letrari (* 8. März 1989 in Brixen) ist eine italienische Schwimmerin aus Südtirol.
Nach guten Leistungen bei den Kurzbahneuropameisterschaften 2008 in Rijeka wurde Letrari zu den Mittelmeerspielen 2009 in Pescara eingeladen. Bei den dortigen Schwimmwettkämpfen wurde sie über 50 m Rücken Fünfte und gewann mit der 4 × 100-m-Freistilstaffel an der Seite von Erica Buratto, Giorgia Mancin und Federica Pellegrini Gold. Nachdem die mehrfache italienische Meisterin noch 2009 als Vierte eine Medaille knapp verpasst hatte, gewann sie bei den Kurzbahneuropameisterschaften 2010 in Eindhoven zusammen mit Lisa Fissneider, Elena Gemo und Federica Pellegrini Bronze über 4 × 50 m Lagen. Bei den Kurzbahneuropameisterschaften 2011 in Stettin konnte sie erneut Bronze erringen, diesmal an der Seite von Federica Pellegrini, Erica Buratto und Erika Ferraioli über 4 × 50 m Freistil.